# Fußball-Weltmeisterschaft 1970/Finalrunde
Die Finalspiele der Fußball-Weltmeisterschaft 1970:

## Übersicht

### Qualifizierte Mannschaften
| Gruppe 1       | Gruppe 2   | Gruppe 3     | Gruppe 4          |
| -------------- | ---------- | ------------ | ----------------- |
| 1. Sowjetunion | 1. Italien | 1. Brasilien | 1. BR Deutschland |
| 2. Mexiko      | 2. Uruguay | 2. England   | 2. Peru           |

### Spielplan Finalrunde
|  | Viertelfinale  | Viertelfinale  |           |                | Halbfinale       | Halbfinale |  |  | Finale | Finale |
|  |                |                |           |                |                  |            |  |  |        |        |
|  |                |                |           |                |                  |            |  |  |        |        |
|  | Sowjetunion    | 0              |           |                |                  |            |  |  |        |        |
|  | Sowjetunion    | 0              |           |                |                  |            |  |  |        |        |
|  | Uruguay        | 01             |           |                |                  |            |  |  |        |        |
|  | Uruguay        | 01             | Uruguay   | 1              |                  |            |  |  |        |        |
|  |                |                | Uruguay   | 1              |                  |            |  |  |        |        |
|  |                | Brasilien      | 3         |                |                  |            |  |  |        |        |
|  | Brasilien      | Brasilien      | 3         | 4              |                  |            |  |  |        |        |
|  | Brasilien      |                |           | 4              |                  |            |  |  |        |        |
|  | Peru           | 2              |           |                |                  |            |  |  |        |        |
|  |                |                | Brasilien | 4              |                  |            |  |  |        |        |
|  |                |                |           | Italien        | 1                |            |  |  |        |        |
|  | Italien        | 4              |           |                |                  |            |  |  |        |        |
|  | Mexiko         | 1              |           |                |                  |            |  |  |        |        |
|  | Mexiko         | 1              | Italien   | 041            |                  |            |  |  |        |        |
|  |                |                | Italien   | 041            | Spiel um Platz 3 |            |  |  |        |        |
|  |                | BR Deutschland | 3         |                |                  |            |  |  |        |        |
|  | BR Deutschland | BR Deutschland | 3         | 031            | Uruguay          | 0          |  |  |        |        |
|  | BR Deutschland |                |           | 031            | Uruguay          | 0          |  |  |        |        |
|  | England        | 2              |           | BR Deutschland | 1                |            |  |  |        |        |
|  | England        | 2              |           |                | 1                |            |  |  |        |        |
|  |                |                |           |                |                  |            |  |  |        |        |

1 Sieg nach Verlängerung

## Viertelfinale

### Sowjetunion – Uruguay 0:1 n.V.
| Sowjetunion                                                 | Sowjetunion | Uruguay | Uruguay |
| ----------------------------------------------------------- | --- | --- | ------- |
| Sowjetunion                                                 | \| 14. Juni 1970 um 12:00 Uhr in Mexiko-Stadt (Aztekenstadion) \| \| Zuschauer: 26.085 \| \| Schiedsrichter: Laurens van Ravens ( Niederlande) \| \| Spielbericht \| | \| 14. Juni 1970 um 12:00 Uhr in Mexiko-Stadt (Aztekenstadion) \| \| Zuschauer: 26.085 \| \| Schiedsrichter: Laurens van Ravens ( Niederlande) \| \| Spielbericht \| | Uruguay |
| Sowjetunion                                                 | Ansor Kawasaschwili – Wolodymyr Kaplytschnyj, Albert Schesternjow , Rewas Dsodsuaschwili, Walentin Afonin – Kachi Assatiani (76. Nikolai Kisseljow), Murtas Churzilawa (62. Gennadi Logofet), Wolodymyr Muntjan – Anatoli Byschowez, Gennadi Jewrjuschichin, Witalij Chmelnyzkyj Cheftrainer: Gawriil Katschalin | Ladislao Mazurkiewicz – Luis Ubiña , Atilio Ancheta, Roberto Matosas, Juan Mujica – Julio Montero Castillo, Julio César Cortés, Ildo Maneiro – Luis Cubilla, Dagoberto Fontes (103. Víctor Espárrago), Julio César Morales (96. Alberto Gómez) Cheftrainer: Juan Hohberg | Uruguay |
| Sowjetunion                                                 | 0:1 Espárrago (117.) | | Uruguay |
| Sowjetunion                                                 | Byschowez | Matosas, Ubiña | Uruguay |
| 14. Juni 1970 um 12:00 Uhr in Mexiko-Stadt (Aztekenstadion) | | |         |
| Zuschauer: 26.085                                           | | |         |
| Schiedsrichter: Laurens van Ravens ( Niederlande)           | | |         |
| Spielbericht                                                | | |         |

### Brasilien – Peru 4:2 (2:1)
| Brasilien                                                   | Brasilien | Peru | Peru |
| ----------------------------------------------------------- | --- | --- | ---- |
| Brasilien                                                   | \| 14. Juni 1970 um 12:00 Uhr in Guadalajara (Estadio Jalisco) \| \| Zuschauer: 54.233 \| \| Schiedsrichter: Vital Loraux ( Belgien) \| \| Spielbericht \|                       | \| 14. Juni 1970 um 12:00 Uhr in Guadalajara (Estadio Jalisco) \| \| Zuschauer: 54.233 \| \| Schiedsrichter: Vital Loraux ( Belgien) \| \| Spielbericht \|                                                                                | Peru |
| Brasilien                                                   | Felix – Carlos Alberto , Brito, Piazza, Marco Antônio – Clodoaldo, Gérson (67. Paulo César), Roberto Rivelino – Jairzinho (80. Roberto), Pelé, Tostão Cheftrainer: Mário Zagallo | Luis Rubiños – Eloy Campos, José Fernández, Héctor Chumpitaz , Nicolás Fuentes – Ramón Mifflin, Roberto Challe – Julio Baylón (54. Hugo Sotil), Pedro Pablo León (61. Eladio Reyes), Teófilo Cubillas, Alberto Gallardo Cheftrainer: Didi | Peru |
| Brasilien                                                   | 1:0 Rivelino (11.) 2:0 Tostão (15.) 3:1 Tostão (52.) 4:2 Jairzinho (75.) | 2:1 Gallardo (28.) 3:2 Cubillas (69.) | Peru |
| 14. Juni 1970 um 12:00 Uhr in Guadalajara (Estadio Jalisco) | | |      |
| Zuschauer: 54.233                                           | | |      |
| Schiedsrichter: Vital Loraux ( Belgien)                     | | |      |
| Spielbericht                                                | | |      |

### Italien – Mexiko 4:1 (1:1)
| Italien                                                   | Italien | Mexiko | Mexiko |
| --------------------------------------------------------- | --- | --- | ------ |
| Italien                                                   | \| 14. Juni 1970 um 12:00 Uhr in Toluca (Estadio Luis Dosal) \| \| Zuschauer: 26.851 \| \| Schiedsrichter: Rudolf Scheurer ( Schweiz) \| \| Spielbericht \| | \| 14. Juni 1970 um 12:00 Uhr in Toluca (Estadio Luis Dosal) \| \| Zuschauer: 26.851 \| \| Schiedsrichter: Rudolf Scheurer ( Schweiz) \| \| Spielbericht \|                                                                                         | Mexiko |
| Italien                                                   | Enrico Albertosi – Tarcisio Burgnich, Pierluigi Cera, Roberto Rosato, Giacinto Facchetti – Mario Bertini, Sandro Mazzola (45. Gianni Rivera), Giancarlo De Sisti – Angelo Domenghini (84. Sergio Gori), Roberto Boninsegna, Luigi Riva Cheftrainer: Ferruccio Valcareggi | Ignacio Calderón – José Vantolrá, Gustavo Peña , Javier Guzmán, Mario Pérez – José Luis González (67. Enrique Borja), Antonio Munguía (59. Isidoro Díaz), Héctor Pulido – Aarón Padilla, Javier Valdivia, Javier Fragoso Cheftrainer: Raúl Cárdenas | Mexiko |
| Italien                                                   | 1:1 Guzman (25., Eigentor) 2:1 Riva (64.) 3:1 Rivera (69.) 4:1 Riva (76.) | 0:1 González (13.) | Mexiko |
| Italien                                                   | Rivera | | Mexiko |
| 14. Juni 1970 um 12:00 Uhr in Toluca (Estadio Luis Dosal) | | |        |
| Zuschauer: 26.851                                         | | |        |
| Schiedsrichter: Rudolf Scheurer ( Schweiz)                | | |        |
| Spielbericht                                              | | |        |

### BR Deutschland – England 3:2 n.V. (2:2, 0:1)
| BR Deutschland                                          | BR Deutschland | England | England |
| ------------------------------------------------------- | --- | --- | ------- |
| BR Deutschland                                          | \| 14. Juni 1970 um 12.00 Uhr in León (Estadio Guanajuato) \| \| Zuschauer: 23.357 \| \| Schiedsrichter: Ángel Coerezza ( Argentinien) \| \| Spielbericht \|                                                                                          | \| 14. Juni 1970 um 12.00 Uhr in León (Estadio Guanajuato) \| \| Zuschauer: 23.357 \| \| Schiedsrichter: Ángel Coerezza ( Argentinien) \| \| Spielbericht \|                                                           | England |
| BR Deutschland                                          | Sepp Maier – Berti Vogts, Karl-Heinz Schnellinger, Klaus Fichtel, Horst-Dieter Höttges (46. Willi Schulz) – Uwe Seeler , Franz Beckenbauer, Wolfgang Overath – Stan Libuda (57. Jürgen Grabowski), Gerd Müller, Hannes Löhr Cheftrainer: Helmut Schön | Peter Bonetti – Keith Newton, Brian Labone, Bobby Moore , Terry Cooper – Alan Mullery, Alan Ball, Bobby Charlton (68. Colin Bell), Martin Peters (81. Norman Hunter) – Franny Lee, Geoff Hurst Cheftrainer: Alf Ramsey | England |
| BR Deutschland                                          | 1:2 Beckenbauer (68.) 2:2 Seeler (82.) 3:2 Müller (108.) | 0:1 Mullery (31.) 0:2 Peters (49.) | England |
| BR Deutschland                                          | Müller | Lee | England |
| 14. Juni 1970 um 12.00 Uhr in León (Estadio Guanajuato) | | |         |
| Zuschauer: 23.357                                       | | |         |
| Schiedsrichter: Ángel Coerezza ( Argentinien)           | | |         |
| Spielbericht                                            | | |         |

## Halbfinale

### Uruguay – Brasilien 1:3 (1:1)
| Uruguay                                                     | Uruguay | Brasilien | Brasilien |
| ----------------------------------------------------------- | --- | --- | --------- |
| Uruguay                                                     | \| 1. Halbfinale \| \| 17. Juni 1970 um 16:00 Uhr in Guadalajara (Estadio Jalisco) \| \| Zuschauer: 51.261 \| \| Schiedsrichter: José María Ortiz de Mendíbil ( Spanien) \| \| Spielbericht \|                                                      | \| 1. Halbfinale \| \| 17. Juni 1970 um 16:00 Uhr in Guadalajara (Estadio Jalisco) \| \| Zuschauer: 51.261 \| \| Schiedsrichter: José María Ortiz de Mendíbil ( Spanien) \| \| Spielbericht \| | Brasilien |
| Uruguay                                                     | Ladislao Mazurkiewicz – Luis Ubiña , Atilio Ancheta, Roberto Matosas, Juan Mujica – Julio Montero Castillo, Julio César Cortés, Ildo Maneiro (77. Víctor Espárrago) – Luis Cubilla, Dagoberto Fontes, Julio César Morales Cheftrainer: Juan Hohberg | Félix – Carlos Alberto , Brito, Piazza, Everaldo – Clodoaldo, Gérson, Roberto Rivelino – Jairzinho, Pelé, Tostão Cheftrainer: Mário Zagallo                                                    | Brasilien |
| Uruguay                                                     | 1:0 Cubilla (19.) | 1:1 Clodoaldo (44.) 1:2 Jairzinho (76.) 1:3 Rivelino (89.) | Brasilien |
| Uruguay                                                     | Maneiro, Mujica, Fontes | Carlos Alberto | Brasilien |
| 1. Halbfinale                                               | | |           |
| 17. Juni 1970 um 16:00 Uhr in Guadalajara (Estadio Jalisco) | | |           |
| Zuschauer: 51.261                                           | | |           |
| Schiedsrichter: José María Ortiz de Mendíbil ( Spanien)     | | |           |
| Spielbericht                                                | | |           |

### Italien – BR Deutschland 4:3 n.V. (1:1, 1:0)
| Italien                                                 | Italien | BR Deutschland | BR Deutschland |
| ------------------------------------------------------- | --- | --- | -------------- |
| Italien                                                 | \| 2. Halbfinale \| \| 17. Juni 1970 um 16:00 in Mexiko-Stadt (Aztekenstadion) \| \| Zuschauer: 102.444 \| \| Schiedsrichter: Arturo Yamasaki ( Mexiko) \| \| Spielbericht \|                                                                                                 | \| 2. Halbfinale \| \| 17. Juni 1970 um 16:00 in Mexiko-Stadt (Aztekenstadion) \| \| Zuschauer: 102.444 \| \| Schiedsrichter: Arturo Yamasaki ( Mexiko) \| \| Spielbericht \|                                                                 | BR Deutschland |
| Italien                                                 | Enrico Albertosi – Tarcisio Burgnich, Pierluigi Cera, Roberto Rosato (91. Fabrizio Poletti), Giacinto Facchetti – Mario Bertini, Sandro Mazzola (46. Gianni Rivera), Giancarlo De Sisti – Angelo Domenghini, Roberto Boninsegna, Luigi Riva Cheftrainer: Ferruccio Valcareggi | Sepp Maier – Berti Vogts, Karl-Heinz Schnellinger, Willi Schulz, Bernd Patzke (66. Sigfried Held) – Uwe Seeler , Franz Beckenbauer, Wolfgang Overath – Jürgen Grabowski, Gerd Müller, Hannes Löhr (52. Stan Libuda) Cheftrainer: Helmut Schön | BR Deutschland |
| Italien                                                 | 1:0 Boninsegna (8.) 2:2 Burgnich (99.) 3:2 Riva (104.) 4:3 Rivera (111.) | 1:1 Schnellinger (90.) 1:2 Müller (95.) 3:3 Müller (110.) | BR Deutschland |
| Italien                                                 | Rosato, Domenghini, De Sisti | Müller, Overath | BR Deutschland |
| 2. Halbfinale                                           | | |                |
| 17. Juni 1970 um 16:00 in Mexiko-Stadt (Aztekenstadion) | | |                |
| Zuschauer: 102.444                                      | | |                |
| Schiedsrichter: Arturo Yamasaki ( Mexiko)               | | |                |
| Spielbericht                                            | | |                |

## Spiel um Platz 3

### BR Deutschland – Uruguay 1:0 (1:0)
| BR Deutschland                                              | BR Deutschland | Uruguay | Uruguay |
| ----------------------------------------------------------- | --- | --- | ------- |
| BR Deutschland                                              | \| 20. Juni 1970 um 16:00 Uhr in Mexiko-Stadt (Aztekenstadion) \| \| Zuschauer: 104.403 \| \| Schiedsrichter: Antonio Sbardella ( Italien) \| \| Spielbericht \|                                                                        | \| 20. Juni 1970 um 16:00 Uhr in Mexiko-Stadt (Aztekenstadion) \| \| Zuschauer: 104.403 \| \| Schiedsrichter: Antonio Sbardella ( Italien) \| \| Spielbericht \| | Uruguay |
| BR Deutschland                                              | Horst Wolter – Berti Vogts, Karl-Heinz Schnellinger (46. Max Lorenz), Klaus Fichtel, Bernd Patzke – Uwe Seeler , Wolfgang Weber, Wolfgang Overath – Stan Libuda (73. Hannes Löhr), Gerd Müller, Sigfried Held Cheftrainer: Helmut Schön | Ladislao Mazurkiewicz – Luis Ubiña, Atilio Ancheta, Roberto Matosas, Juan Mujica – Julio Montero Castillo, Julio César Cortés, Ildo Maneiro (67. Rodolfo Sandoval) – Luis Cubilla, Dagoberto Fontes (46. Víctor Espárrago), Julio César Morales Cheftrainer: Juan Hohberg | Uruguay |
| BR Deutschland                                              | 1:0 Overath (27.) | | Uruguay |
| 20. Juni 1970 um 16:00 Uhr in Mexiko-Stadt (Aztekenstadion) | | |         |
| Zuschauer: 104.403                                          | | |         |
| Schiedsrichter: Antonio Sbardella ( Italien)                | | |         |
| Spielbericht                                                | | |         |

Die deutsche Mannschaft musste verletzungsbedingt auf Franz Beckenbauer verzichten, der sich im Halbfinale gegen Italien die Schulter ausgekugelt hatte. Trainer Schön gab außerdem im kleinen Finale seinem zweiten Torwart Wolter die Chance sich auszuzeichnen.

## Finale

### Brasilien – Italien 4:1 (1:1)
| Brasilien                                      | Brasilien | Italien | Italien | Aufstellung                         |
| ---------------------------------------------- | --- | --- | ------- | ----------------------------------- |
| Brasilien                                      | \| 21. Juni 1970 in Mexiko-Stadt (Aztekenstadion) \| \| Zuschauer: 107.412 \| \| Schiedsrichter: Rudi Glöckner ( DDR) \| \| Spielbericht \| | \| 21. Juni 1970 in Mexiko-Stadt (Aztekenstadion) \| \| Zuschauer: 107.412 \| \| Schiedsrichter: Rudi Glöckner ( DDR) \| \| Spielbericht \| | Italien | Aufstellung Brasilien gegen Italien |
| Brasilien                                      | Félix – Carlos Alberto , Brito, Piazza, Everaldo – Clodoaldo, Gérson, Roberto Rivelino – Jairzinho, Pelé, Tostão Cheftrainer: Mário Zagallo | Enrico Albertosi – Tarcisio Burgnich (74. Antonio Juliano), Pierluigi Cera, Roberto Rosato, Giacinto Facchetti – Mario Bertini, Sandro Mazzola, Giancarlo De Sisti – Angelo Domenghini, Roberto Boninsegna (84. Gianni Rivera), Luigi Riva Cheftrainer: Ferruccio Valcareggi | Italien | Aufstellung Brasilien gegen Italien |
| Brasilien                                      | 1:0 Pelé (18.) 2:1 Gérson (66.) 3:1 Jairzinho (71.) 4:1 Carlos Alberto (87.)                                                                | 1:1 Boninsegna (37.) | Italien | Aufstellung Brasilien gegen Italien |
| 21. Juni 1970 in Mexiko-Stadt (Aztekenstadion) | | |         |                                     |
| Zuschauer: 107.412                             | | |         |                                     |
| Schiedsrichter: Rudi Glöckner ( DDR)           | | |         |                                     |
| Spielbericht                                   | | |         |                                     |